# Saint-Pierre (Vale de Aosta)
Saint-Pierre é uma comuna italiana da região do Vale de Aosta com cerca de 2.616 habitantes. Estende-se por uma área de 26 km², tendo uma densidade populacional de 101 hab/km². Faz fronteira com Avise, Aymavilles, Gignod, Saint-Nicolas, Saint-Rhémy-en-Bosses, Sarre, Villeneuve.

## Cultura

### Arquitetura
- Castelo de Saint-Pierre
- Castelo Sarriod de la Tour

## Demografia
| Variação demográfica do município entre 1861 e 2011                               |
|                                                                                   |
| Fonte: Istituto Nazionale di Statistica (ISTAT) - Elaboração gráfica da Wikipedia |